# Васильева, Анастасия Евгеньевна
Анастасия Евгеньевна Васильева (род. 12 марта 1984, Москва, СССР) — российский врач и общественный деятель, основательница и глава «Альянса врачей» (с 2018 года).

## Биография
Анастасия Васильева родилась в Москве в 1984 году. В 2006 году окончила Московскую медицинскую академию им. И. М. Сеченова, в 2013 — аспирантуру. Врач-офтальмолог, кандидат медицинских наук. Работала в Научно-исследовательском институте глазных болезней и преподавала на кафедре Сеченовского университета. В 2018 году уволилась и перешла в частную клинику. В августе того же года она основала «Альянс врачей» — профсоюз медицинских работников, инициативную группу, которая предлагала юридическую помощь пострадавшим ввиду нарушений трудовых или социальных прав. В ноябре 2020 года получила премию «Женщина года» от журнала Glamour.
28 января 2021 года Васильева была задержана как подозреваемая по «санитарному делу» — делу о нарушении санитарно-эпидемиологических норм на протестах в поддержку Алексея Навального. Её поместили под домашний арест, но впоследствии суд смягчил меру пресечения, «Альянс врачей» вскоре был признан «иностранным агентом».
16 сентября 2021 года Васильева опубликовала в Facebook заявление, в котором просила более «не ассоциировать» профсоюз с Фондом борьбы с коррупцией, поскольку, по её словам, ФБК прекратил поддержку профсоюза. Пресс-секретарь профсоюза сообщила, что официальное заявление об этом готовится, а страница в Facebook не была взломана, заявление было опубликовано самой Васильевой. Соратники Навального, комментируя её пост, сравнили ситуацию с Белоруссией и не поверили в искренность её слов.
14 октября 2021 года Преображенский суд Москвы приговорил Васильеву к одному году ограничения свободы по «санитарному делу». Васильеву обязали не покидать пределы Москвы, не посещать массовые мероприятия, а также находиться дома с 22:00 до 06:00.
В апреле 2023 года Васильева в интервью Вячеславу Манучарову заявила, что Алексей Навальный во времена сотрудничества «Альянса врачей» и ФБК домогался её.
Поддержала вторжение России на Украину.